# Il mondo di Shirley
Il mondo di Shirley  (Shirley's World) è una serie televisiva britannica in 17 episodi trasmessi per la prima volta nel corso di una sola stagione dal 1971 al 1972.
È una commedia incentrata sulle vicende della fotoreporter Shirley MacLaine e del suo editore Dennis Croft, direttore del World Illustrated. La serie fu girata in molte località diverse, dalla Scozia al Giappone ad Hong Kong. Pur essendo una produzione britannica, fu trasmessa in prima televisiva sulla rete statunitense ABC dal settembre del 1971 al gennaio del 1972.

## Personaggi e interpreti
- Shirley Logan (17 episodi, 1971-1972), interpretato da	Shirley MacLaine.
- Dennis Croft (14 episodi, 1971-1972), interpretato da	John Gregson.

### Guest star
Tra le  guest star: John Neville, James Villiers, Neil Hallett, Nigel Davenport, Dandy Nichols, Rayner Newmark, James Booth, Charles Lloyd Pack, Joss Ackland, Arthur Howard, Yasuko Nagazumi, Una Stubbs, Nicky Henson, Isa Miranda, Brian Blessed, John Glyn-Jones, Hao Lui-Wan, Yu Ling, Erik Chitty, Skip Martin, Jacqui Chan, Patrick Newell, Robert Robinson, Kathy Hu, Joe Baker, Murray Head, Burt Kwouk, Rodney Bewes, Norman Bird, Jeremy Lloyd.

## Produzione
La serie, ideata da Frank Tarloff e Melville Shavelson, fu prodotta da Associated Television e Incorporated Television Company e girata nei Pinewood Studios a Iver Heath in Inghilterra. Le musiche furono composte da John Barry e Laurie Johnson.

### Registi
Tra i registi sono accreditati:
- Ray Austin in 7 episodi (1971)
- Ralph Levy in 4 episodi (1971)
- Leslie Norman in 2 episodi (1971)

### Sceneggiatori
Tra gli sceneggiatori sono accreditati:
- Frank Tarloff in 6 episodi (1971)
- Peter Miller in 2 episodi (1971)
- Anthony Skene in 2 episodi (1971)
- Melville Shavelson in un episodio (1971)

## Distribuzione
La serie fu trasmessa prima negli Stati Uniti sulla ABC dal 15 settembre 1971 al 5 gennaio 1972 e poi nel Regno Unito dal 7 aprile 1972  al 25 luglio 1972 sulla rete televisiva Independent Television. In Italia è stata trasmessa su RaiUno con il titolo Il mondo di Shirley.

## Episodi
| Stagione       | Episodi | Prima TV UK |
| -------------- | ------- | ----------- |
| Prima stagione | 17      | 1971-1972   |